# شی وانتس ریونج
شی وانتس ریونج (انگلیسی: She Wants Revenge) (به معنی «او خواهان انتقام است») گروه موسیقی راک آمریکایی است که سال ۲۰۰۴ در سن فرناندو ولی کالیفرنیا شکل گرفت و آلبومِ آغازینِ هم‌نامش را در سال ۲۰۰۶ منتشر کرد. این گروه بیشتر در سبک‌های پست-پانک متجدد، دارک‌ویو و گوتیک راک فعالیت می‌کند و تاکنون بیش از ۳۰۰۰۰۰ نسخه از آثارش به‌فروش‌رفته‌است.